# Морозов Іван Титович
Іван Титович Моро́зов (1889, село Головинське Владимирського повіту Владимирської губернії, тепер Владимирської області, Російська Федерація — лютий 1960, місто Москва, тепер Російська Федерація) — радянський партійний діяч, відповідальний секретар Самарського губернського і Татарського обласного комітетів РКП(б). Член ВЦВК РРФСР і член ЦВК СРСР 3-4-го скликань. Кандидат у члени ЦК РКП(б) у 1923—1925 роках. Член Центральної контрольної комісії ВКП(б) у 1925—1927 роках. Член ЦК КП(б) Азербайджану в 1932—1933 роках.

## Життєпис
Народився в родині прикажчика-мебельника. У дитячі роки разом із родиною переїхав до міста Владимира. Здобув домашню освіту, навчався у церковнопарафіяльній школі, два роки у міському чотирикласному училищі та в залізничному училищі, але не закінчив їх.
З серпня 1899 по липень 1904 року працював ливарником металообробної кустарної майстерні Зайцева у Владимирі. З липня 1904 по червень 1908 року — переписувач (писар) Владимирського окружного суду. 
Брав активну участь у російській революції 1905—1907 років. У 1906 році заарештований, засуджений до адміністративного заслання в місто Вологду, із заслання втік.
Член РСДРП з січня 1908 року.
У червні 1908 — вересні 1912 року — статистик статистичного бюро Владимирської губернської земської управи.
У 1909—1911 роках працював у Лефортовському товаристві тверезості міста Москви, проводив підпільну партійну роботу в Москві. З 1911 року — на підпільній партійній роботі в місті Владимирі, працював у Червоному хресті. У 1912 році знову заарештований, але незабаром звільнений.
У вересні 1912 — січні 1915 року — ливарник Путиловського, потім Франко-Російського металообробних заводів. Працював у Санкт-Петербурзькому товаристві конторників, був секретарем заводської лікарняної каси Франко-Російського заводу. Обирався членом нелегального Міського районного комітету РСДРП(б) Петрограда, працював у нелегальній партійній друкарні.
У січні 1915 року заарештований, сидів у в'язниці Петрограда. У квітні 1915 року засуджений до адміністративного заслання в село Усть-Піт Єнісейського повіту Єнісейської губернії, де перебував до вересня 1916 року.
У вересні 1916 — квітні 1917 року служив у російській армії: рядовий саперної роти, т.в.о. командира саперного взводу 8-ї піхотної дивізії на Західному фронті. У 1917 році знову заарештований за революційну діяльність. 6(19) березня 1917 року амністований.
З квітня по вересень 1917 року — член і відповідальний секретар солдатського клубу Військового бюро при Московському комітеті РСДРП(б) у Міському районі Москви, брав участь в організації Червоної гвардії Москви. У 1917 році — секретар Симонівської районної Спілки металістів у Москві.
У вересні 1917 — жовтні 1919 року — скарбник, секретар, завідувач організаційного відділу, завідувач відділу охорони праці ЦК Всеросійської Спілки робітників-металістів.
У жовтні 1919 — листопаді 1920 року — комісар відділення Управління військових повідомлень 1-ї Кінної армії на Південному та Кавказькому фронтах РСЧА.
У листопаді 1920 — липні 1921 року — відповідальний інструктор (секретар) ЦК Всеросійської Спілки робітників-металістів.
З жовтня 1921 по січень 1922 року — голова Самарської губернської комісії з чистки партії.
У січні — липні 1922 року —  завідувач організаційного відділу Самарського губернського комітету РКП(б).
У лютому — 3 липня 1922 року — в. о. відповідального секретаря Самарського губернського комітету РКП(б).
3 липня 1922 — 14 лютого (10 травня) 1924 року — відповідальний секретар Самарського губернського комітету РКП(б).
У березні 1924 — 5 листопада 1925 року — відповідальний секретар Татарського обласного комітету РКП(б).
У листопаді 1925 — лютому 1928 року — народний комісар робітничо-селянської інспекції Казакської АРСР — голова Казакської крайової контрольної комісії РКП(б).
У квітні 1928 — липні 1930 року — завідувач відділу зі створення колгоспної літератури, член Правління видавництва сільськогосподарської кооперації «Книгосоюз»; заступник головного редактора Держсоцеквидаву.
У липні 1930 — грудні 1931 року — відповідальний інструктор ВЦРПС у Москві.
У лютому — березні 1932 року — завідувач відділу культури і пропаганди марксизму-ленінізму ЦК КП(б) Азербайджану.
У березні 1932 — березні 1933 року — редактор газети «Бакинский рабочий», директор Інституту історії партії ЦК КП(б) Азербайджану.
У березні — вересні 1933 року — відповідальний інструктор, начальник сектору інформації політичного управління машинно-тракторних станцій Народного комісаріату землеробства СРСР.
У вересні 1933 — грудні 1935 року — завідувач сектору перевірки виконання, начальник Головної інспекції Об'єднаного державного видавництва при РНК РРФСР.
У грудні 1935 — серпні 1938 року — науковий керівник Військової Книжкової палати в Москві.
У серпні 1938 — січні 1942 року — головний бібліотекар, у січні — березні 1942 року — завідувач Спецчастини, в березні — червні 1942 року — головний бібліограф Всесоюзної Книжкової палати в Москві.
З листопада 1942 по серпень 1950 року не працював; пенсіонер у Московській області. З 1950 року — персональний пенсіонер союзного значення у місті Кунцево біля Москви. З 1957 року — в інтернаті «старих» комуністів Міністерства соціального забезпечення РРФСР у селищі Передєлкіно Московської області.
Помер у лютому 1960 року в Москві.